# GPIO
Інтерфейс введення/виведення загального призначення (англ. General-purpose input/output, GPIO) — інтерфейс для зв'язку між компонентами комп'ютерної системи, наприклад, мікропроцесором і різними периферійними пристроями. Контакти GPIO можуть діяти і як входи, і як виходи, і це, як правило, підлягає налаштуванню. GPIO контакти часто групуються в порти.
GPIO контакти не мають спеціального призначення і зазвичай залишаються невикористаними. Ідея полягає в тому, що іноді системному інтегратору для побудови повної системи, яка використовує чип, може виявитися корисним мати кілька додаткових ліній цифрового управління. З них можна організувати додаткові схеми, які інакше довелося б створювати з нуля.
Адреси портів пристроїв, що використовують переривання GPIO, повідомляються центральному процесору (CPU), і він зможе їх використовувати.

## Використання
- Пристрої з дефіцитом виводів (пінів): інтегральні схеми, такі як система на кристалі, вбудоване і кастомне залізо, програмовані логічні пристрої (наприклад, FPGA);
- Багатофункціональні мікросхеми для управління енергоспоживанням, аудіо-кодеки та відеокарти;
- Одноплатні комп'ютери (наприклад, Arduino, Beagle Board, PSoC kits та Raspberry Pi) використовують GPIO зокрема для читання інформації з різних датчиків навколишнього середовища (сенсорів).